# Parajaure
Parajaure är en sjö i Gällivare kommun i Lappland och ingår i Kalixälvens huvudavrinningsområde. Sjön har en area på 0,134 kvadratkilometer och ligger 478,1 meter över havet.

## Delavrinningsområde
Parajaure ingår i det delavrinningsområde (747048-169887) som SMHI kallar för Utloppet av Parajaure. Medelhöjden är 527 meter över havet och ytan är 1,1 kvadratkilometer. Det finns inga avrinningsområden uppströms utan avrinningsområdet är högsta punkten. Vattendraget som avvattnar avrinningsområdet har biflödesordning 3, vilket innebär att vattnet flödar genom totalt 3 vattendrag innan det når havet efter 256 kilometer. Avrinningsområdet består mestadels av skog (79 procent). Avrinningsområdet har 0,13 kvadratkilometer vattenytor vilket ger det en sjöprocent på 12 procent.